# ATP Challenger Tour 2023
In der folgenden Tabelle werden die Turniere der professionellen Herrentennis-Saison 2023 der ATP Challenger Tour dargestellt. Sie bestand aus Turnieren mit einem Preisgeld zwischen 40.000 und 220.000 US-Dollar. Es war die 47. Ausgabe des Challenger-Turnierzyklus und die fünfzehnte unter dem Namen ATP Challenger Tour. Seit 2019 hatten eigentlich alle Turniere im Einzel ein 48er-Feld. Im Jahr 2019 kam allerdings eine neue Kategorie (Challenger 50) hinzu, in der das Teilnehmerfeld aus 32 Spielern bestand. Es konnten sich aus einer Qualifikation von vier Spielern zwei einen Platz für das Hauptfeld sichern. Aufgrund der Coronavirus-Pandemie wiesen auch in diesem Jahr die Turniere im Einzel jedoch (bis auf wenige Ausnahmen) ein reduziertes 32er-Feld auf. Es konnten sich hierbei aus der Qualifikation von 24 (in Ausnahmen 16) Spielern 6 (bzw. 4) einen Platz im Hauptfeld sichern.
In dieser Saison erfolgte eine Änderung bei der Vergabe der Weltranglistenpunkte bei den Turnieren. So gab es ab dieser Saison als Turniersieger entweder 50, 75, 100, 125 oder 175 Punkte zu gewinnen. Die Turniere mit 80, 90 sowie 110 Weltranglistenpunkten für die Sieger wurden gestrichen bzw. an die neuen Kategorien angepasst.

## Turnierplan

### Januar
| Datum1 | Ort                        | Turnier                            | Preisgeld2 | Belag3        | Sieger Einzel           | Sieger Doppel                           |
| ------ | -------------------------- | ---------------------------------- | ---------- | ------------- | ----------------------- | --------------------------------------- |
| 02.01. | Canberra                   | P2 Advisory Canberra International | $ 130.000  | Hartplatz     | Márton Fucsovics        | André Göransson Ben McLachlan           |
| 02.01. | Nouméa                     | Open SIFA Nouvelle-Calédonie       | $ 130.000  | Hartplatz     | Raul Brancaccio         | Colin Sinclair Jose Statham             |
| 02.01. | Nonthaburi                 | Bangkok Open I                     | $ 080.000  | Hartplatz     | Dennis Novak            | Marek Gengel Adam Pavlásek              |
| 02.01. | Oeiras                     | Oeiras Indoor I                    | € 036.000  | Hartplatz (i) | Joris De Loore          | Victor Vlad Cornea Petr Nouza           |
| 02.01. | Tigre                      | Challenger Dove Men+Care Tigre I   | $ 040.000  | Sand          | Juan Manuel Cerúndolo   | Guido Andreozzi Ignacio Carou           |
| 09.01. | Nonthaburi                 | Bangkok Open II                    | $ 080.000  | Hartplatz     | Arthur Cazaux           | Yuki Bhambri Saketh Myneni              |
| 09.01. | Oeiras                     | Oeiras Indoor II                   | € 073.000  | Hartplatz (i) | Arthur Fils             | Sander Arends David Pel                 |
| 09.01. | Tigre                      | Challenger Dove Men+Care Tigre II  | $ 040.000  | Sand          | Juan Manuel Cerúndolo   | Daniel Dutra da Silva Oleh Prychodko    |
| 16.01. | Teneriffa                  | Tenerife Challenger I              | € 118.000  | Hartplatz     | Alexander Schewtschenko | Victor Vlad Cornea Sergio Martos Gornés |
| 16.01. | Piracicaba                 | Brasil Tennis Challenger           | $ 080.000  | Sand          | Andrea Collarini        | Orlando Luz Marcelo Zormann             |
| 16.01. | Nonthaburi                 | Bangkok Open III                   | $ 040.000  | Hartplatz     | Shō Shimabukuro         | Nam Ji-sung Song Min-kyu                |
| 23.01. | Ottignies-Louvain-la-Neuve | BW Open                            | € 145.000  | Hartplatz (i) | David Goffin            | Romain Arneodo Sam Weissborn            |
| 23.01. | Quimper                    | Open Quimper Bretagne Occidentale  | € 145.000  | Hartplatz (i) | Grégoire Barrère        | Sadio Doumbia Fabien Reboul             |
| 23.01. | Concepción                 | Dove Men+Care Concepción           | $ 130.000  | Sand          | Federico Coria          | Guido Andreozzi Guillermo Durán         |
| 30.01. | Koblenz                    | Koblenz Open                       | € 118.000  | Hartplatz (i) | Roman Safiullin         | Fabian Fallert Hendrik Jebens           |
| 30.01. | Burnie                     | Caterpillar Burnie International   | $ 080.000  | Hartplatz     | Rinky Hijikata          | Marc Polmans Max Purcell                |
| 30.01. | Cleveland                  | Cleveland Open                     | $ 080.000  | Hartplatz (i) | Aleksandar Kovacevic    | Robert Galloway Hans Hach Verdugo       |
| 30.01. | Teneriffa                  | Tenerife Challenger II             | € 073.000  | Hartplatz     | Matteo Arnaldi          | Christian Harrison Shintarō Mochizuki   |

### Februar
| Datum1 | Ort       | Turnier                                        | Preisgeld2 | Belag3        | Sieger Einzel        | Sieger Doppel                                  |
| ------ | --------- | ---------------------------------------------- | ---------- | ------------- | -------------------- | ---------------------------------------------- |
| 06.02. | Vilnius   | Vitas Gerulaitis Cup                           | € 118.000  | Hartplatz (i) | Liam Broady          | Iwan Ljutarewitsch Wladyslaw Manafow           |
| 06.02. | Teneriffa | Tenerife Challenger III                        | € 073.000  | Hartplatz     | Matteo Gigante       | Andrew Harris Christian Harrison               |
| 13.02. | Manama    | Bahrain Ministry of Interior Tennis Challenger | $ 160.000  | Hartplatz     | Thanasi Kokkinakis   | Patrik Niklas-Salminen Bart Stevens            |
| 13.02. | Chennai   | Chennai Open                                   | $ 130.000  | Hartplatz     | Max Purcell          | Jay Clarke Arjun Kadhe                         |
| 13.02. | Cherbourg | Challenger La Manche – Cherbourg               | € 073.000  | Hartplatz (i) | Giulio Zeppieri      | Iwan Ljutarewitsch Wladyslaw Manafow           |
| 20.02. | Monterrey | Abierto GNP Seguros                            | $ 160.000  | Hartplatz     | Nuno Borges          | André Göransson Ben McLachlan                  |
| 20.02. | Bangalore | Bengaluru Open                                 | $ 130.000  | Hartplatz     | Max Purcell          | Chung Yun-seong Hsu Yu-hsiou                   |
| 20.02. | Rome      | Coosa Valley Open                              | $ 080.000  | Hartplatz (i) | Jordan Thompson      | Luke Johnson Sem Verbeek                       |
| 20.02. | Rovereto  | Città di Rovereto                              | € 073.000  | Hartplatz (i) | Dominic Stricker     | Victor Vlad Cornea Franko Škugor               |
| 27.02. | Pau       | Teréga Open Pau–Pyrénées                       | € 145.000  | Hartplatz (i) | Luca Van Assche      | Dan Added Albano Olivetti                      |
| 27.02. | Pune      | Pune Metropolitan Region Challenger            | $ 130.000  | Hartplatz     | Max Purcell          | Anirudh Chandrasekar N. Vijay Sundar Prashanth |
| 27.02. | Waco      | Texas Tennis Classic                           | $ 080.000  | Hartplatz     | Aleksandar Kovacevic | Ivan Sabanov Matej Sabanov                     |

### März
| Datum1 | Ort                       | Turnier                                   | Preisgeld2 | Belag3        | Sieger Einzel        | Sieger Doppel                                  |
| ------ | ------------------------- | ----------------------------------------- | ---------- | ------------- | -------------------- | ---------------------------------------------- |
| 06.03. | Puerto Vallarta           | Puerto Mágico Open Puerto Vallarta        | $ 130.000  | Hartplatz     | Benoît Paire         | Robert Galloway Miguel Ángel Reyes Varela      |
| 06.03. | Antalya                   | Megasaray Hotels Open                     | € 073.000  | Sand          | Fábián Marozsán      | Filip Bergevi Petros Tsitsipas                 |
| 06.03. | Lugano                    | Challenger BancaStato Città di Lugano     | € 073.000  | Hartplatz (i) | Otto Virtanen        | Zizou Bergs David Pel                          |
| 06.03. | Santiago de Chile         | Challenger Santiago – Copa Kia            | $ 080.000  | Sand          | Hugo Dellien         | Pedro Boscardin Dias João Lucas Reis da Silva  |
| 13.03. | Phoenix                   | Arizona Tennis Classic                    | $ 220.000  | Hartplatz     | Nuno Borges          | Nathaniel Lammons Jackson Withrow              |
| 13.03. | Viña del Mar              | Viña del Mar Challenger                   | $ 080.000  | Sand          | Thiago Seyboth Wild  | Diego Hidalgo Cristian Rodríguez               |
| 13.03. | Székesfehérvár            | Kiskút Open                               | € 036.000  | Sand (i)      | Hamad Međedović      | Bogdan Bobrow Sergey Fomin                     |
| 20.03. | Biel                      | Flowbank Challenger Biel/Bienne           | € 118.000  | Hartplatz (i) | Jurij Rodionov       | Constantin Frantzen Hendrik Jebens             |
| 20.03. | Les Franqueses del Vallès | Challenger 75 Club Tennis Els Gorchs      | € 073.000  | Hartplatz     | Hugo Grenier         | Anirudh Chandrasekar N. Vijay Sundar Prashanth |
| 20.03. | Saint-Brieuc              | Open Saint-Brieuc Armor Agglomération     | € 073.000  | Hartplatz (i) | Ričardas Berankis    | Dan Added Albano Olivetti                      |
| 20.03. | Zadar                     | Falkensteiner Punta Skala – Zadar Open    | € 073.000  | Sand          | Alessandro Giannessi | Manuel Guinard Nino Serdarušić                 |
| 27.03. | Mexiko-Stadt              | Mexico City Open                          | $ 160.000  | Sand          | Dominik Koepfer      | Boris Arias Federico Zeballos                  |
| 27.03. | Sanremo                   | Sanremo Tennis Cup                        | € 145.000  | Sand          | Luca Van Assche      | Victor Vlad Cornea Franko Škugor               |
| 27.03. | Lille                     | Play In Challenger                        | € 118.000  | Hartplatz (i) | Otto Virtanen        | Max Purcell Jason Taylor                       |
| 27.03. | Girona                    | Eurofirms Girona – Costa Brava Challenger | € 073.000  | Sand          | Iwan Gachow          | Yuki Bhambri Saketh Myneni                     |

### April
| Datum1 | Ort                  | Turnier                                      | Preisgeld2 | Belag3    | Sieger Einzel              | Sieger Doppel                             |
| ------ | -------------------- | -------------------------------------------- | ---------- | --------- | -------------------------- | ----------------------------------------- |
| 03.04. | Barletta             | Open Città della Disfida                     | € 073.000  | Sand      | Shintarō Mochizuki         | Jacopo Berrettini Flavio Cobolli          |
| 03.04. | Murcia               | ATP Challenger Costa Cálida Región de Murcia | € 073.000  | Sand      | Matteo Arnaldi             | Daniel Rincón Abedallah Shelbayh          |
| 03.04. | San Luis Potosí      | San Luis Open                                | $ 080.000  | Sand      | Tomás Barrios Vera         | Colin Sinclair Adam Walton                |
| 10.04. | Sarasota             | Elizabeth Moore Sarasota Open                | $ 160.000  | Sand      | Daniel Altmaier            | Julian Cash Henry Patten                  |
| 10.04. | León                 | Mextenis León Open                           | $ 080.000  | Hartplatz | Giovanni Mpetshi Perricard | Aziz Dougaz Antoine Escoffier             |
| 10.04. | Madrid               | Open Comunidad de Madrid                     | € 073.000  | Sand      | Alexander Schewtschenko    | Iwan Ljutarewitsch Wladyslaw Manafow      |
| 10.04. | Split                | Split Open                                   | € 073.000  | Sand      | Zsombor Piros              | Sadio Doumbia Fabien Reboul               |
| 17.04. | Oeiras               | Oeiras Open                                  | € 145.000  | Sand      | Zsombor Piros              | Victor Vlad Cornea Franko Škugor          |
| 17.04. | Florianópolis        | Engie Open de Tênis                          | $ 080.000  | Sand      | Tomás Barrios Vera         | Pedro Boscardin Dias Gustavo Heide        |
| 17.04. | Morelos              | Morelos Open                                 | $ 080.000  | Hartplatz | Thiago Agustín Tirante     | Skander Mansouri Michail Pervolarakis     |
| 17.04. | Roseto degli Abruzzi | Regione Abruzzo Challenger                   | € 073.000  | Sand      | Filip Misolic              | Dan Added Titouan Droguet                 |
| 17.04. | Tallahassee          | Tallahassee Tennis Challenger                | $ 080.000  | Sand      | Zizou Bergs                | Federico Agustín Gómez Nicolás Kicker     |
| 24.04. | Seoul                | Seoul Open Challenger                        | $ 160.000  | Hartplatz | Bu Yunchaokete             | Max Purcell Yasutaka Uchiyama             |
| 24.04. | Ostrava              | Ostra Group Open                             | € 073.000  | Sand      | Zdeněk Kolář               | Robert Galloway Miguel Ángel Reyes Varela |
| 24.04. | Rom                  | Roma Garden Open                             | € 073.000  | Sand      | Sumit Nagal                | Nicolás Barrientos Francisco Cabral       |
| 24.04. | Savannah             | Savannah Challenger                          | $ 080.000  | Sand      | Facundo Díaz Acosta        | William Blumberg Luis David Martínez      |
| 24.04. | Buenos Aires         | AAT Legión Sudamericana Challenger BALTC     | $ 040.000  | Sand      | Thiago Seyboth Wild        | Francisco Comesaña Thiago Seyboth Wild    |

### Mai
| Datum1 | Ort                 | Turnier                                                     | Preisgeld2 | Belag3    | Sieger Einzel                | Sieger Doppel                                  |
| ------ | ------------------- | ----------------------------------------------------------- | ---------- | --------- | ---------------------------- | ---------------------------------------------- |
| 01.05. | Aix-en-Provence     | Open Aix Provence Crédit Agricole                           | € 200.000  | Sand      | Andy Murray                  | Jason Kubler John Peers                        |
| 01.05. | Cagliari            | Sardegna Open                                               | € 200.000  | Sand      | Ugo Humbert                  | Alexander Erler Lucas Miedler                  |
| 01.05. | Gwangju             | Gwangju Open Challenger                                     | $ 080.000  | Hartplatz | Jordan Thompson              | Evan King Reese Stalder                        |
| 01.05. | Prag                | Advantage Cars Prague Open                                  | € 073.000  | Sand      | Dominic Stricker             | Petr Nouza Andrew Paulson                      |
| 01.05. | Coquimbo            | Challenger Dove Men+Care Coquimbo                           | $ 040.000  | Sand      | Matheus Pucinelli de Almeida | Valerio Aboian Murkel Dellien                  |
| 08.05. | Busan               | Busan Open Challenger                                       | $ 160.000  | Hartplatz | Aleksandar Vukic             | Evan King Reese Stalder                        |
| 08.05. | Mauthausen          | Danube Upper Austria Open                                   | € 118.000  | Sand      | Hamad Međedović              | Romain Arneodo Sam Weissborn                   |
| 08.05. | Francavilla al Mare | Internazionali di Tennis Francavilla al Mare                | € 073.000  | Sand      | Alejandro Tabilo             | Nicolás Barrientos Ariel Behar                 |
| 08.05. | Prag                | TK Sparta Prague Open                                       | € 073.000  | Sand      | Jakub Menšík                 | Dan Added Albano Olivetti                      |
| 15.05. | Bordeaux            | BNP Paribas Primrose Bordeaux                               | € 200.000  | Sand      | Ugo Humbert                  | Lloyd Glasspool Harri Heliövaara               |
| 15.05. | Turin               | Piemonte Open Intesa Sanpaolo                               | € 200.000  | Sand      | Dominik Koepfer              | Andrei Golubew Denys Moltschanow               |
| 15.05. | Oeiras              | Challenger 75 Oeiras                                        | € 073.000  | Sand      | Facundo Díaz Acosta          | Luke Johnson Sem Verbeek                       |
| 15.05. | Tunis               | Kia Tunis Open                                              | $ 080.000  | Sand      | Shō Shimabukuro              | Théo Arribagé Luca Sanchez                     |
| 22.05. | Skopje              | Macedonian Open                                             | € 073.000  | Sand      | Máté Valkusz                 | Petr Nouza Andrew Paulson                      |
| 29.05. | Little Rock         | UAMS Health Little Rock Open                                | $ 080.000  | Hartplatz | Mark Lajal                   | Nam Ji-sung Artem Sitak                        |
| 29.05. | Troisdorf           | Saturn Oil Open                                             | € 073.000  | Sand      | Iwan Gachow                  | Íñigo Cervantes Oriol Roca Batalla             |
| 29.05. | Vicenza             | Internazionali di Tennis Città di Vicenza Trofeo FL Service | € 073.000  | Sand      | Francisco Comesaña           | Anirudh Chandrasekar N. Vijay Sundar Prashanth |

### Juni
| Datum1 | Ort            | Turnier                                                     | Preisgeld2 | Belag3    | Sieger Einzel             | Sieger Doppel                               |
| ------ | -------------- | ----------------------------------------------------------- | ---------- | --------- | ------------------------- | ------------------------------------------- |
| 05.06. | Heilbronn      | Neckarcup                                                   | € 145.000  | Sand      | Matteo Arnaldi            | Constantin Frantzen Hendrik Jebens          |
| 05.06. | Surbiton       | Surbiton Trophy                                             | € 145.000  | Rasen     | Andy Murray               | Liam Broady Jonny O’Mara                    |
| 05.06. | Prostějov      | Unicredit Czech Open                                        | € 118.000  | Sand      | Dalibor Svrčina           | Ariel Behar Adam Pavlásek                   |
| 05.06. | Tyler          | Tyler Tennis Championship                                   | $ 080.000  | Hartplatz | Nicolas Moreno de Alboran | Alex Bolt Andrew Harris                     |
| 12.06. | Nottingham     | Rothesay Open Nottingham                                    | € 145.000  | Rasen     | Andy Murray               | Jacob Fearnley Johannus Monday              |
| 12.06. | Perugia        | Internazionali di Tennis Città di Perugia G.I.MA Tennis Cup | € 145.000  | Sand      | Fábián Marozsán           | Boris Arias Federico Zeballos               |
| 12.06. | Bratislava     | Bratislava Open                                             | € 118.000  | Sand      | Witalij Satschko          | Ariel Behar Adam Pavlásek                   |
| 12.06. | Lyon           | Open Sopra Steria de Lyon                                   | € 118.000  | Sand      | Felipe Meligeni Alves     | Manuel Guinard Grégoire Jacq                |
| 12.06. | Palmas del Mar | Caribbean Open                                              | $ 080.000  | Hartplatz | Kei Nishikori             | Evan King Reese Stalder                     |
| 19.06. | Ilkley         | Ilkley Trophy                                               | € 145.000  | Rasen     | Jason Kubler              | Gonzalo Escobar Alexander Nedowessow        |
| 19.06. | Parma          | Emilia-Romagna Tennis Cup                                   | € 145.000  | Sand      | Alexandre Müller          | Jonathan Eysseric Miguel Ángel Reyes Varela |
| 19.06. | Posen          | Enea Poznań Open                                            | € 118.000  | Sand      | Mariano Navone            | Karol Drzewiecki Petr Nouza                 |
| 19.06. | Blois          | Internationaux de Tennis de Blois                           | € 073.000  | Sand      | Quentin Halys             | Dan Added Grégoire Jacq                     |
| 19.06. | Cali           | DirecTV Open Cali                                           | $ 080.000  | Sand      | Federico Delbonis         | Guido Andreozzi Cristian Rodríguez          |
| 26.06. | Modena         | Modena Challenger                                           | € 073.000  | Sand      | Emilio Nava               | William Blumberg Luis David Martínez        |
| 26.06. | Medellín       | Jumbo Open Rionegro                                         | $ 040.000  | Sand      | Patrick Kypson            | Juan Sebastián Gómez Andrés Urrea           |

### Juli
| Datum1 | Ort                      | Turnier                                  | Preisgeld2 | Belag3    | Sieger Einzel       | Sieger Doppel                             |
| ------ | ------------------------ | ---------------------------------------- | ---------- | --------- | ------------------- | ----------------------------------------- |
| 03.07. | Bloomfield Hills         | Cranbrook Tennis Classic                 | $ 080.000  | Hartplatz | Steve Johnson       | Tristan Schoolkate Adam Walton            |
| 03.07. | Karlsruhe                | Tennis Open Karlsruhe                    | € 073.000  | Sand      | Alejandro Tabilo    | Neil Oberleitner Tim Sandkaulen           |
| 03.07. | Mailand                  | Aspria Tennis Cup – Trofeo BCS           | € 073.000  | Sand      | Facundo Díaz Acosta | Jonathan Eysseric Denys Moltschanow       |
| 03.07. | Santa Fe                 | AAT Challenger Santa Fe                  | $ 040.000  | Sand      | Mariano Navone      | Vasil Kirkov Matías Soto                  |
| 03.07. | Troyes                   | Internationaux de Tennis de Troyes       | € 036.000  | Sand      | Manuel Guinard      | Manuel Guinard Grégoire Jacq              |
| 10.07. | Braunschweig             | Brawo Open                               | € 145.000  | Sand      | Franco Agamenone    | Pierre-Hugues Herbert Arthur Reymond      |
| 10.07. | Salzburg                 | Salzburg Open                            | € 145.000  | Sand      | Sebastian Ofner     | Andrei Golubew Denys Moltschanow          |
| 10.07. | Iași                     | Concord Iași Open                        | € 118.000  | Sand      | Hugo Gaston         | Nicolás Barrientos Aisam-ul-Haq Qureshi   |
| 10.07. | San Benedetto del Tronto | San Benedetto Tennis Cup                 | € 118.000  | Sand      | Benoît Paire        | Fernando Romboli Marcelo Zormann          |
| 10.07. | Chicago                  | Chicago Men’s Challenger                 | $ 080.000  | Hartplatz | Alex Michelsen      | Miķelis Lībietis Skander Mansouri         |
| 17.07. | Granby                   | Championnats Banque Nationale de Granby  | $ 130.000  | Hartplatz | Alexis Galarneau    | Christian Harrison Miķelis Lībietis       |
| 17.07. | Triest                   | Città di Trieste Challenger              | € 118.000  | Sand      | Hugo Gaston         | Matthew Romios Jason Taylor               |
| 17.07. | Amersfoort               | Van Mossel Kia Dutch Open                | € 073.000  | Sand      | Maximilian Marterer | Manuel Guinard Grégoire Jacq              |
| 17.07. | Pozoblanco               | Open de Tenis Ciudad de Pozoblanco       | € 073.000  | Hartplatz | Hugo Grenier        | Nam Ji-sung Song Min-kyu                  |
| 17.07. | Tampere                  | Tampere Open                             | € 073.000  | Sand      | Sumit Nagal         | Szymon Kielan Piotr Matuszewski           |
| 24.07. | Zug                      | Finaport Zug Open                        | € 145.000  | Sand      | Arthur Rinderknech  | Théo Arribagé Luca Sanchez                |
| 24.07. | Segovia                  | Open Castilla y León Villa de El Espinar | € 118.000  | Hartplatz | Pablo Llamas Ruiz   | Dan Added Pierre-Hugues Herbert           |
| 24.07. | Verona                   | Internazionali di Tennis Verona          | € 118.000  | Sand      | Vít Kopřiva         | Federico Gaio Andrea Pellegrino           |
| 24.07. | Salinas                  | Challenger de Salinas                    | $ 080.000  | Hartplatz | Illja Martschenko   | Vasil Kirkov Alfredo Perez                |
| 24.07. | Astana                   | President’s Cup                          | $ 040.000  | Hartplatz | Denis Jewsejew      | S. D. Prajwal Dev Niki Kaliyanda Poonacha |
| 31.07. | Porto                    | Porto Open                               | € 145.000  | Hartplatz | Luca Nardi          | Toshihide Matsui Kaito Uesugi             |
| 31.07. | San Marino               | Internazionali di Tennis San Marino Open | € 145.000  | Sand      | Jaume Munar         | Iwan Ljutarewitsch Wladyslaw Manafow      |
| 31.07. | Lüdenscheid              | Platzmann Open                           | € 118.000  | Sand      | Duje Ajduković      | Luca Margaroli Santiago Rodríguez Taverna |
| 31.07. | Lexington                | Lexington Challenger                     | $ 080.000  | Hartplatz | Steve Johnson       | Eliot Spizzirri Tyler Zink                |
| 31.07. | Liberec                  | Svijany Open                             | € 073.000  | Sand      | Francisco Comesaña  | Petr Nouza Andrew Paulson                 |

### August
| Datum1 | Ort                 | Turnier                                                                         | Preisgeld2 | Belag3    | Sieger Einzel           | Sieger Doppel                       |
| ------ | ------------------- | ------------------------------------------------------------------------------- | ---------- | --------- | ----------------------- | ----------------------------------- |
| 07.08. | Santo Domingo       | RD Open                                                                         | $ 160.000  | Sand      | Genaro Alberto Olivieri | Pedro Boscardin Dias Gustavo Heide  |
| 07.08. | Banja Luka          | Banja Luka Open                                                                 | € 118.000  | Sand      | Dino Prižmić            | Victor Vlad Cornea Philipp Oswald   |
| 07.08. | Cary                | Atlantic Tire Championships I                                                   | $ 080.000  | Hartplatz | Adam Walton             | Evan King Reese Stalder             |
| 07.08. | Cordenons           | Serena Wines – Acqua Maniva Tennis Cup Internazionali del Friuli Venezia Giulia | € 073.000  | Sand      | Matteo Gigante          | Giovanni Fonio Francesco Forti      |
| 07.08. | Meerbusch           | M.A.R.A. Open                                                                   | € 073.000  | Sand      | Jan Choinski            | Manuel Guinard Grégoire Jacq        |
| 14.08. | Stanford            | Golden Gate Open                                                                | $ 160.000  | Hartplatz | Constant Lestienne      | Diego Hidalgo Cristian Rodríguez    |
| 14.08. | Grodzisk Mazowiecki | Lotto Kozerki Open                                                              | € 118.000  | Hartplatz | Jesper de Jong          | Théo Arribagé Luca Sanchez          |
| 14.08. | Todi                | Internazionali di Tennis Città di Todi Sidernestor Tennis Cup                   | € 073.000  | Sand      | Luciano Darderi         | Fernando Romboli Marcelo Zormann    |
| 14.08. | Winnipeg            | Winnipeg National Bank Challenger                                               | $ 080.000  | Hartplatz | Ryan Peniston           | Gabriel Diallo Leandro Riedi        |
| 21.08. | Augsburg            | Schwaben Open                                                                   | € 036.000  | Sand      | Carlos Taberner         | Constantin Frantzen Hendrik Jebens  |
| 21.08. | Lima                | Lima Challenger                                                                 | $ 040.000  | Sand      | Álvaro Guillén Meza     | Gonzalo Bueno Adolfo Daniel Vallejo |
| 21.08. | Prag                | IBG Prague Open                                                                 | € 036.000  | Sand      | Rudi Molleker           | Petr Nouza Andrew Paulson           |
| 21.08. | Zhuhai              | Hengqin International Tennis Challenger                                         | $ 040.000  | Hartplatz | Arthur Weber            | Luca Castelnuovo Filip Peliwo       |
| 28.08. | Como                | Challenger Città di Como                                                        | € 073.000  | Sand      | Thiago Seyboth Wild     | Constantin Frantzen Hendrik Jebens  |
| 28.08. | Mallorca            | Rafa Nadal Open                                                                 | € 073.000  | Hartplatz | Hamad Međedović         | Daniel Cukierman Joshua Paris       |
| 28.08. | Zhangjiagang        | International Challenger Zhangjiagang                                           | $ 080.000  | Hartplatz | Térence Atmane          | Ray Ho Matthew Romios               |

### September
| Datum1 | Ort             | Turnier                                                | Preisgeld2 | Belag3        | Sieger Einzel           | Sieger Doppel                         |
| ------ | --------------- | ------------------------------------------------------ | ---------- | ------------- | ----------------------- | ------------------------------------- |
| 04.09. | Genua           | AON Open Challenger                                    | € 145.000  | Sand          | Thiago Seyboth Wild     | Giovanni Oradini Lorenzo Rottoli      |
| 04.09. | Sevilla         | Copa Sevilla                                           | € 145.000  | Sand          | Roberto Carballés Baena | Alberto Barroso Campos Pedro Martínez |
| 04.09. | Shanghai        | Road to the Rolex Shanghai Masters Shanghai Challenger | $ 130.000  | Hartplatz     | Christopher O’Connell   | Alex Bolt Luke Saville                |
| 04.09. | Tulln           | NÖ Open                                                | € 118.000  | Sand          | Vít Kopřiva             | Zdeněk Kolář Blaž Rola                |
| 04.09. | Cassis          | Cassis Open Provence                                   | € 073.000  | Hartplatz     | Mattia Bellucci         | Dan Added Jonathan Eysseric           |
| 04.09. | Istanbul        | Istanbul Challenger Ted Open                           | $ 080.000  | Hartplatz     | Damir Džumhur           | Luke Johnson Skander Mansouri         |
| 11.09. | Stettin         | Invest in Szczecin Open                                | € 145.000  | Sand          | Federico Coria          | Andrew Paulson Witalij Satschko       |
| 11.09. | Rennes          | Open Blot Rennes                                       | € 118.000  | Hartplatz (i) | Maxime Cressy           | Sander Arends David Pel               |
| 11.09. | Cary            | Atlantic Tire Championships II                         | $ 080.000  | Hartplatz     | Zachary Svajda          | Andrew Harris Rinky Hijikata          |
| 11.09. | Guangzhou       | Guangzhou Nansha International Challenger              | $ 080.000  | Hartplatz     | Térence Atmane          | Antoine Bellier Luca Castelnuovo      |
| 11.09. | Santa Cruz      | Challenger Bolivia                                     | $ 080.000  | Sand          | Mariano Navone          | Boris Arias Federico Zeballos         |
| 18.09. | Bad Waltersdorf | LAYJET Open                                            | € 145.000  | Sand          | Andrea Pellegrino       | Constantin Frantzen Hendrik Jebens    |
| 18.09. | Saint-Tropez    | Saint-Tropez Open                                      | € 145.000  | Hartplatz     | Constant Lestienne      | Dan Added Albano Olivetti             |
| 18.09. | Antofagasta     | Challenger Dove Men+Care Antofagasta                   | $ 130.000  | Sand          | Camilo Ugo Carabelli    | Boris Arias Federico Zeballos         |
| 18.09. | Columbus        | Columbus Challenger                                    | $ 080.000  | Hartplatz (i) | Denis Kudla             | Robert Cash James Trotter             |
| 18.09. | Sibiu           | BCR Sibiu Open                                         | € 073.000  | Sand          | Nerman Fatić            | Andrew Paulson Michael Vrbenský       |
| 25.09. | Bogotá          | DirecTV Open Bogotá                                    | $ 160.000  | Sand          | Thiago Agustín Tirante  | Renzo Olivo Thiago Agustín Tirante    |
| 25.09. | Orléans         | CO’Met Orléans Open                                    | € 145.000  | Hartplatz (i) | Tomáš Macháč            | Constantin Frantzen Hendrik Jebens    |
| 25.09. | Braga           | Braga Open                                             | € 073.000  | Sand          | Oriol Roca Batalla      | Marco Bortolotti Alexandru Jecan      |
| 25.09. | Charleston      | LTP Challenger                                         | $ 080.000  | Hartplatz     | Abedallah Shelbayh      | Luke Johnson Skander Mansouri         |

### Oktober
| Datum1 | Ort                  | Turnier                                            | Preisgeld2 | Belag3        | Sieger Einzel        | Sieger Doppel                                   |
| ------ | -------------------- | -------------------------------------------------- | ---------- | ------------- | -------------------- | ----------------------------------------------- |
| 02.10. | Alicante             | Alicante Ferrero Challenger                        | € 118.000  | Hartplatz     | Constant Lestienne   | Niki Kaliyanda Poonacha Divij Sharan            |
| 02.10. | Campinas             | Campeonato Internacional de Tênis de Campinas      | $ 130.000  | Sand          | Thiago Monteiro      | Guido Andreozzi Guillermo Durán                 |
| 02.10. | Mouilleron-le-Captif | Open de Vendée                                     | € 118.000  | Hartplatz (i) | Tomáš Macháč         | Julian Cash Robert Galloway                     |
| 02.10. | Lissabon             | Lisboa Belém Open                                  | € 073.000  | Sand          | Flavio Cobolli       | Karol Drzewiecki Zdeněk Kolář                   |
| 02.10. | Tiburon              | Tiburon Challenger                                 | $ 080.000  | Hartplatz     | Zachary Svajda       | Luke Johnson Skander Mansouri                   |
| 09.10. | Bratislava           | Peugeot Slovak Open                                | € 145.000  | Hartplatz (i) | Gabriel Diallo       | N. Sriram Balaji Andre Begemann                 |
| 09.10. | Málaga               | Málaga Open                                        | € 145.000  | Hartplatz     | Ugo Blanchet         | Julian Cash Robert Galloway                     |
| 09.10. | Buenos Aires         | Challenger de Buenos Aires                         | $ 130.000  | Sand          | Mariano Navone       | Diego Hidalgo Cristian Rodríguez                |
| 09.10. | Shenzhen             | Shenzhen Longhua Open                              | $ 130.000  | Hartplatz     | Aleksandar Kovacevic | Alexander Erler Lucas Miedler                   |
| 09.10. | Fairfield            | Fairfield Challenger                               | $ 080.000  | Hartplatz     | Zachary Svajda       | Evan King Reese Stalder                         |
| 16.10. | Olbia                | Olbia Challenger                                   | € 145.000  | Hartplatz     | Kyrian Jacquet       | Rithvik Choudary Bollipalli Arjun Kadhe         |
| 16.10. | Santa Fe             | AAT Challenger Santa Fe II                         | $ 080.000  | Sand          | Mariano Navone       | Luca Margaroli Santiago Rodríguez Taverna       |
| 16.10. | Shenzhen             | Shenzhen Luohu Challenger                          | $ 080.000  | Hartplatz     | James Duckworth      | Gao Xin Wang Aoran                              |
| 16.10. | Hamburg              | Challenger Hamburg – Hamburg Ladies & Gents Cup    | € 036.000  | Hartplatz (i) | Illja Martschenko    | Dennis Novak Akira Santillan                    |
| 23.10. | Brest                | Open Brest Crédit Agricole                         | € 118.000  | Hartplatz (i) | Pedro Martínez       | Yuki Bhambri Julian Cash                        |
| 23.10. | Curitiba             | Festval Challenger                                 | $ 080.000  | Sand          | Hugo Dellien         | Guido Andreozzi Ignacio Carou                   |
| 23.10. | Playford City        | City of Playford International                     | $ 080.000  | Hartplatz     | James Duckworth      | Ryan Seggerman Patrik Trhac                     |
| 23.10. | St. Ulrich in Gröden | Sparkasse Challenger Val Gardena/Südtirol          | € 036.000  | Hartplatz (i) | Lukáš Klein          | Andrew Paulson Patrik Rikl                      |
| 30.10. | Bergamo              | Trofeo Faip–Perrel                                 | € 073.000  | Hartplatz (i) | Jack Draper          | Evan King Brandon Nakashima                     |
| 30.10. | Charlottesville      | Boar’s Head Resort & Jonathan Fried Pro Challenger | $ 080.000  | Hartplatz (i) | Beibit Schuqajew     | John-Patrick Smith Sem Verbeek                  |
| 30.10. | Guayaquil            | Challenger Ciudad de Guayaquil                     | $ 080.000  | Sand          | Alejandro Tabilo     | Arklon Huertas del Pino Conner Huertas del Pino |
| 30.10. | Ismaning             | Wolffkran Open                                     | € 073.000  | Teppich (i)   | Antoine Bellier      | N. Sriram Balaji Andre Begemann                 |
| 30.10. | Sydney               | NSW Open                                           | $ 080.000  | Hartplatz     | Taro Daniel          | Ryan Seggerman Patrik Trhac                     |

### November
| Datum1 | Ort           | Turnier                                         | Preisgeld2 | Belag3        | Sieger Einzel        | Sieger Doppel                       |
| ------ | ------------- | ----------------------------------------------- | ---------- | ------------- | -------------------- | ----------------------------------- |
| 06.11. | Helsinki      | HPP Open                                        | € 145.000  | Hartplatz (i) | Corentin Moutet      | N. Sriram Balaji Andre Begemann     |
| 06.11. | Calgary       | Calgary National Bank Challenger                | $ 080.000  | Hartplatz (i) | Liam Draxl           | Juan Carlos Aguilar Justin Boulais  |
| 06.11. | Knoxville     | Knoxville Challenger                            | $ 080.000  | Hartplatz (i) | Alex Michelsen       | Cannon Kingsley Luis David Martínez |
| 06.11. | Lima          | DirecTV Open Lima                               | $ 080.000  | Sand          | Luciano Darderi      | Mateus Alves Eduardo Ribeiro        |
| 06.11. | Matsuyama     | Unicharm Trophy Ehime International Open Tennis | $ 080.000  | Hartplatz     | Luca Nardi           | Karol Drzewiecki Zdeněk Kolář       |
| 13.11. | Montevideo    | Uruguay Open                                    | $ 130.000  | Sand          | Facundo Díaz Acosta  | Guido Andreozzi Guillermo Durán     |
| 13.11. | Champaign     | Paine Schwartz Partners Challenger              | $ 080.000  | Hartplatz (i) | Patrick Kypson       | John-Patrick Smith Sem Verbeek      |
| 13.11. | Danderyd      | Good to Great Challenger                        | € 073.000  | Hartplatz (i) | Maximilian Marterer  | Julian Cash Bart Stevens            |
| 13.11. | Drummondville | Challenger Banque Nationale de Drummondville    | $ 080.000  | Hartplatz (i) | Zizou Bergs          | André Göransson Toby Samuel         |
| 13.11. | Kōbe          | Hyogo Noah Challenger                           | $ 080.000  | Hartplatz (i) | Duje Ajduković       | Evan King Reese Stalder             |
| 20.11. | Brasília      | Aberto da República                             | $ 130.000  | Hartplatz     | Alejandro Tabilo     | Nicolás Barrientos André Göransson  |
| 20.11. | Valencia      | Copa Faulcombridge                              | € 118.000  | Sand          | Fabio Fognini        | Andrea Pellegrino Andrea Vavassori  |
| 20.11. | Yokohama      | Yokohama Keio Challenger                        | $ 080.000  | Hartplatz     | Yōsuke Watanuki      | Filip Bergevi Mick Veldheer         |
| 27.11. | Maia          | Maia Open                                       | € 118.000  | Sand (i)      | Nuno Borges          | Marco Bortolotti Andrea Vavassori   |
| 27.11. | Yokkaichi     | Yokkaichi Challenger                            | $ 130.000  | Hartplatz     | Zizou Bergs          | Evan King Reese Stalder             |
| 27.11. | Maspalomas    | Eó Hotels Maspalomas Challenger                 | € 073.000  | Sand          | Pedro Martínez       | Scott Duncan Marcus Willis          |
| 27.11. | Temuco        | Challenger Dove Men+Care Temuco                 | $ 080.000  | Hartplatz     | Aleksandar Kovacevic | Mateus Alves Matías Soto            |

- 1 Turnierbeginn (ohne Qualifikation)
- 2 Seit 2019 werden alle Spieler der Turniere untergebracht.
- 3 Das Kürzel „(i)“ (= indoor) bedeutet, dass das betreffende Turnier in einer Halle ausgetragen wurde.

## Verteilung der Weltranglistenpunkte
Ein Überblick über die Punktverteilung der jeweiligen Challenger-Kategorien im Jahr 2023. Seit 2019 müssen alle Challenger-Turniere ihren Spielern Hospitality gewähren.
| Turnierkategorie | Gesamtsumme Preisgeld | S   | F   | HF | VF | AF | 1R | Zusätzliche Qualifikationspunkte |
| ---------------- | --------------------- | --- | --- | -- | -- | -- | -- | -------------------------------- |
| Challenger 175   | $0220.000 €0200.000   | 175 | 100 | 60 | 32 | 15 | 0  | 6                                |
| Challenger 125   | $0160.000 €0145.000   | 125 | 75  | 45 | 25 | 11 | 0  | 5                                |
| Challenger 100   | $0130.000 €0118.000   | 100 | 60  | 36 | 20 | 9  | 0  | 5                                |
| Challenger 75    | $0080.000 €0073.000   | 075 | 50  | 30 | 16 | 7  | 0  | 4                                |
| Challenger 50    | $0040.000 €0036.000   | 050 | 30  | 17 | 9  | 4  | 0  | 3                                |

- Erklärung Kopfzeile: S = Sieger; F = (unterlegener) Finalist; HF = Halbfinale erreicht (und dann ausgeschieden); VF = Viertelfinale; AF = Achtelfinale; 1R = Erste Runde
- Paare im Doppel erhalten keine Punkte vor dem Viertelfinale.